# 야후! 메신저
야후! 메신저(Yahoo! Messenger)는 잘 알려져 있는 인스턴트 메시징 클라이언트이자 야후! 관련 프로토콜이다. 광고가 아래에 달려 있는 인터페이스를 갖추고 있다. 야후! 메신저는 무료로 제공되며, 사용자들이 새로운 메일이 왔을 때 자동으로 통보하는 야후! 메일과 같은 다른 야후! 서비스를 허용하는 야후! ID가 있으면 메신저 서비스를 이용할 수 있다. 야후!는 또한 PC 대 PC, PC 대 전화, 전화 대 PC 서비스, 파일 전송, 웹캠 호스팅, 휴대전화 문자 보내기 서비스, 대화방 등을 제공한다.
ICQ가 제공하는 것과 비슷한 인스턴트 메시징 기능뿐 아니라, (마이크로소프트 윈도우에서) IMVironments(인스턴트 메시지 창을 유명한 만화 테마로 꾸며 주는 기능), 주소록 통합, 사용자 정의 상태 메시지와 같은 기능도 제공한다. 최근에 추가된 또 다른 기능으로는 사용자 맞춤식 아바타가 있다.

## 기능
- 야후! 보이스
- 보이스메일, 파일 공유
- 플러그인
- 야후! 메일 통합
- 대화
- URI 계획
- 오프라인 메시지
- 상호 운용: 윈도우 라이브 메신저 등과 호환된다.
- 게임
- 메인 프로세스

## 지원 운영체제
- 마이크로소프트 윈도우
- 맥 OS X
- 유닉스

## 같이 보기
- 인스턴트 메시징